# Marahoué (Fluss)
Der Marahoué (auch Roter Bandama) ist ein Fluss in der Elfenbeinküste.

## Verlauf
Er ist der zweitgrößte Nebenfluss (bzw. zweiter Quellfluss) des Bandama (Weißer Bandama) nach dem N’Zi. Er hat eine Länge von 550 km und entspringt als Kahoua nahe Boundiali. Bei der Stadt Mankono ändert er seinen Namen auf Marahoué. Die Angaben bezüglich seines Einzugsgebietes liegen zwischen 21.600 und 24.300 km². Der Fluss verläuft von Nord nach Süd, wie die meisten Flüsse in der Elfenbeinküste. Parallel zu ihm verläuft auf einem langen Stück etwa 30 km westlich sein wichtigster Nebenfluss, der Yarani, der unweit der Mündung seinen Namen bei der Stadt Séguéla in Baneroni ändert. Bei Zuenoula nimmt er seinen zweiten wichtigen Nebenfluss, den Béré auf. Ungefähr 15 km südlich des Kossoustausees, und 30 km nordwestlich von Yamoussoukro mündet er in den Bandama.

## Hydrometrie
Die Durchflussmenge des Flusses wurde in den 1950er und 1960er Jahren in Bouaflé bei dem größten Teil des Einzugsgebietes in m³/s gemessen.
Der Abfluss hat sich seit den 1970er Jahren stark verringert. In neueren Publikationen wird der mittlere Abfluss mit der Hälfte angegeben.